# Getaön
Getaön är en halvö i Geta på Åland. På Getaöns norra sida finns den höga långsmala udden Boklobb som vid högt vattenstånd skiljs från Getaön.